# Eremitério Os Santos
O Eremitério Os Santos é um eremitério do século XVI localizado na freguesia de Picote e a pouca distância de Sendim, no município de Miranda do Douro, no Parque Natural do Douro Internacional, no Norte de Portugal.
O Eremitério pode corresponder à cabeceira de uma pequena capela desaparecida sendo agora um abrigo com frescos hagiográficos executados no século XVI no local conhecido por São Paulo, nas proximidades da capela do mesmo nome, situada a cerca de 700 m mais perto do rio. A ermida tem a data de 1553 e a capela tem a data de 1596 inscrita. Foram identificadas esculturas e sepulturas em pedra, sinal do caráter sagrado da região e da continuidade dos rituais e cultos ali realizados.
A construção destas pequenas capelas esteve associada à prática da vida eremita, mas também aos itinerários de devoção.
O Eremitério Os Santos encontra-se classificado como imóvel de interesse público desde 2006.

## Frescos

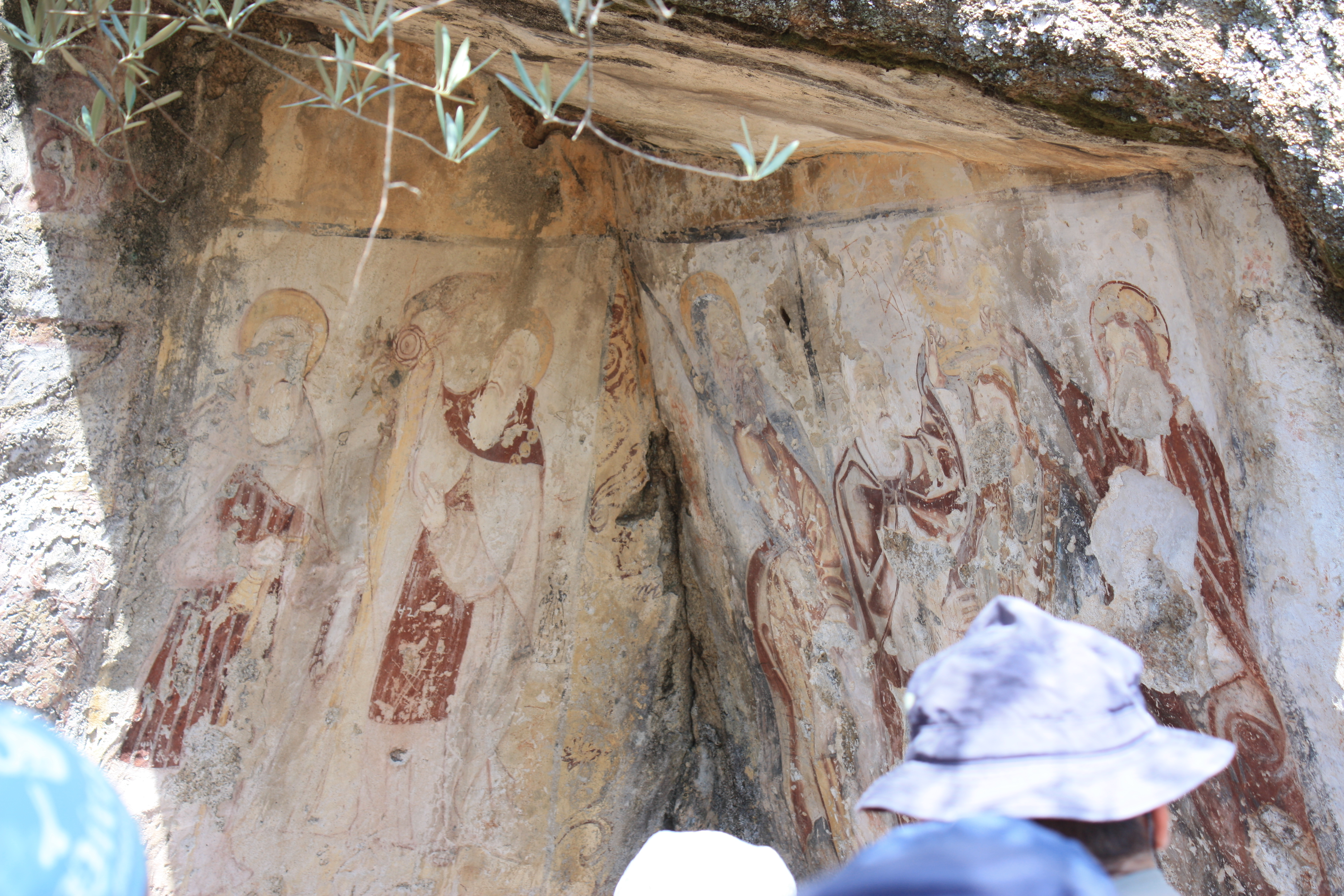
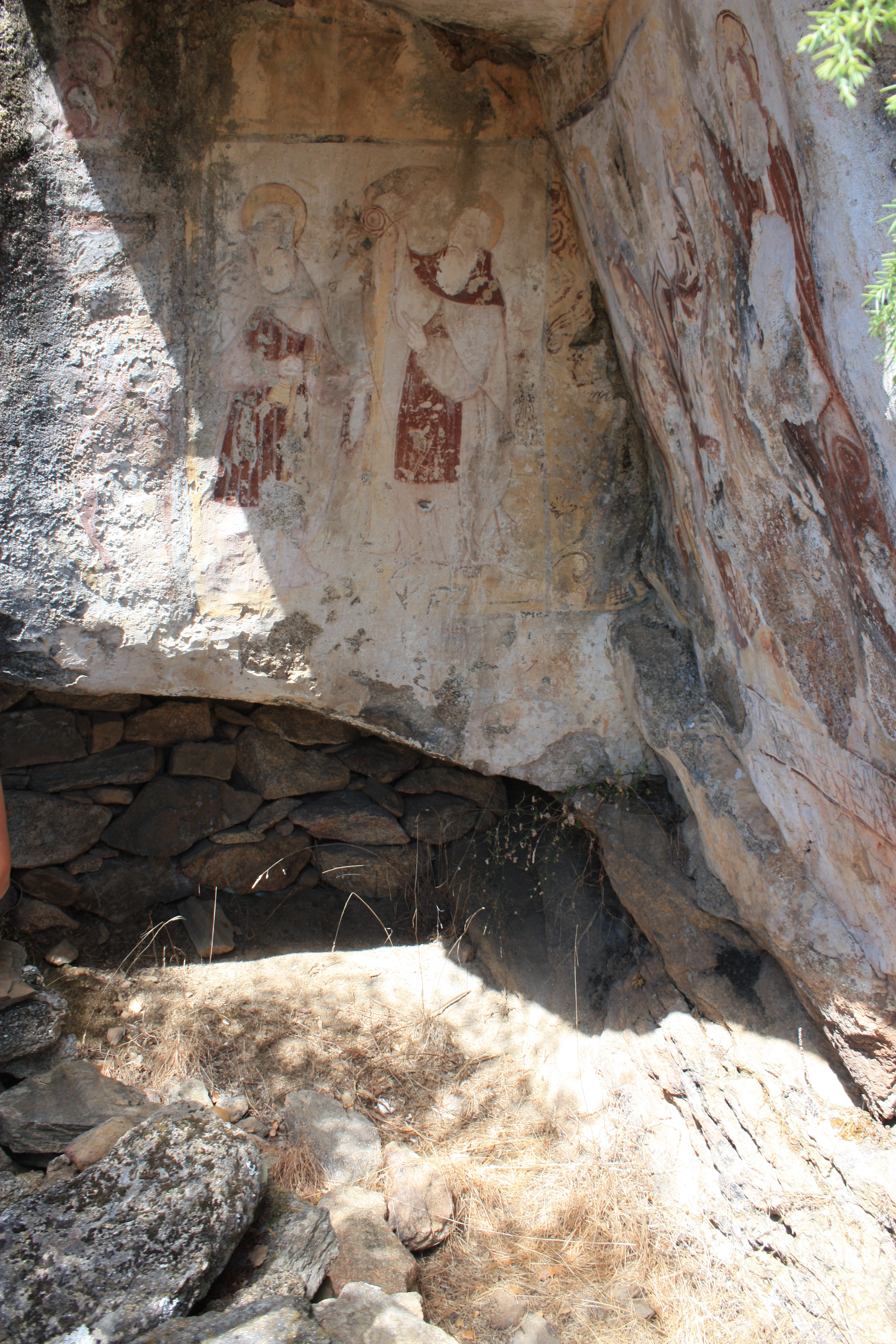
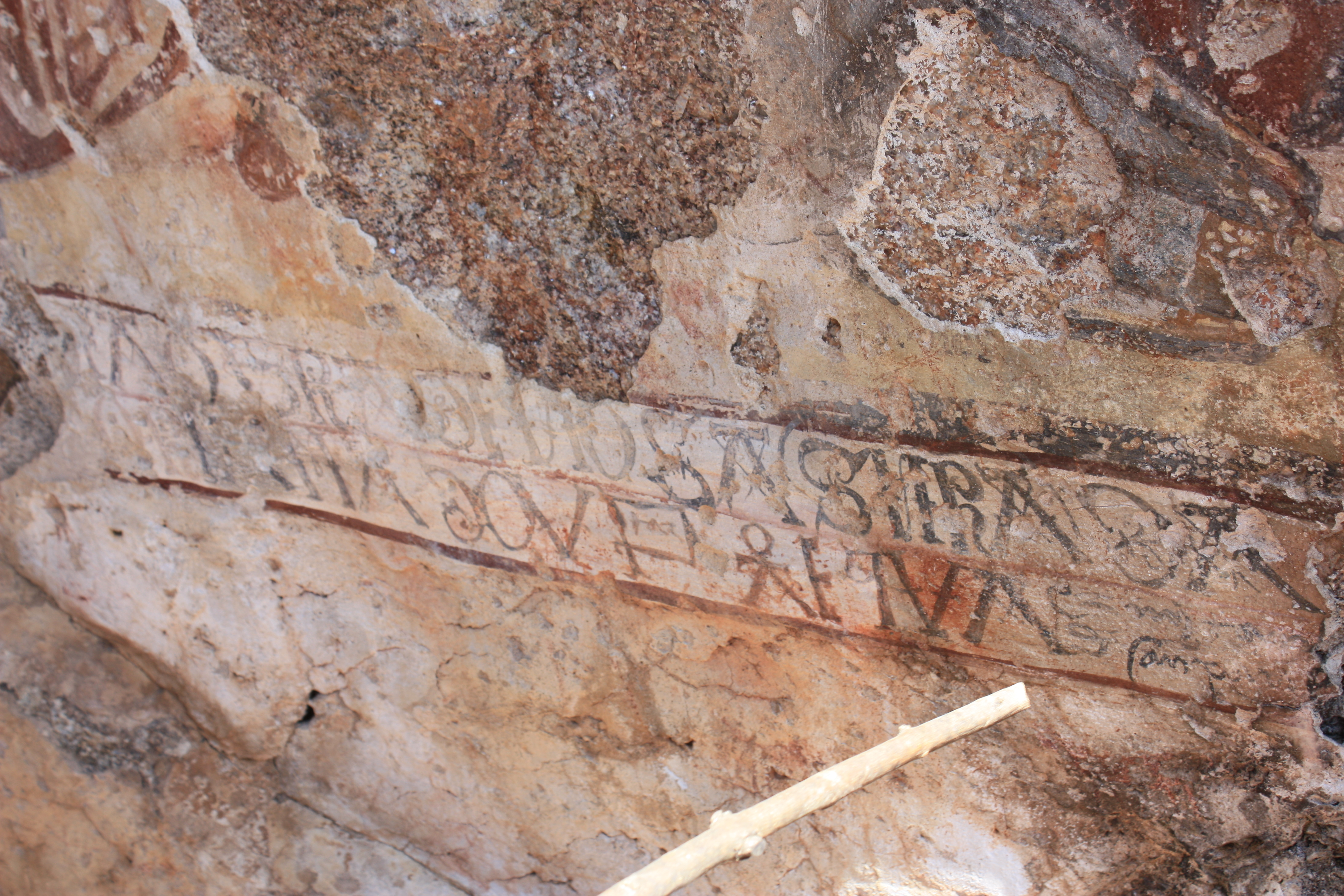
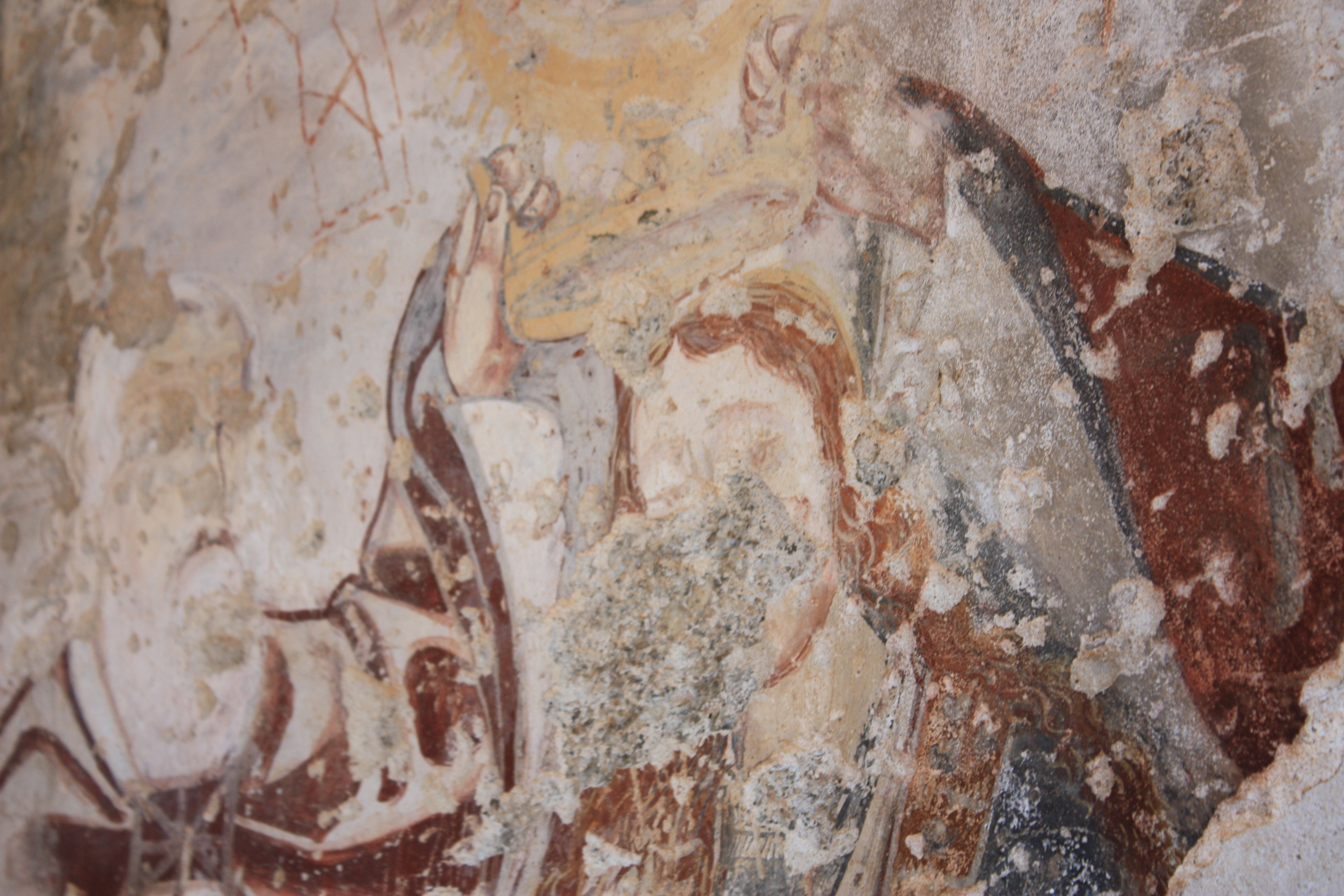
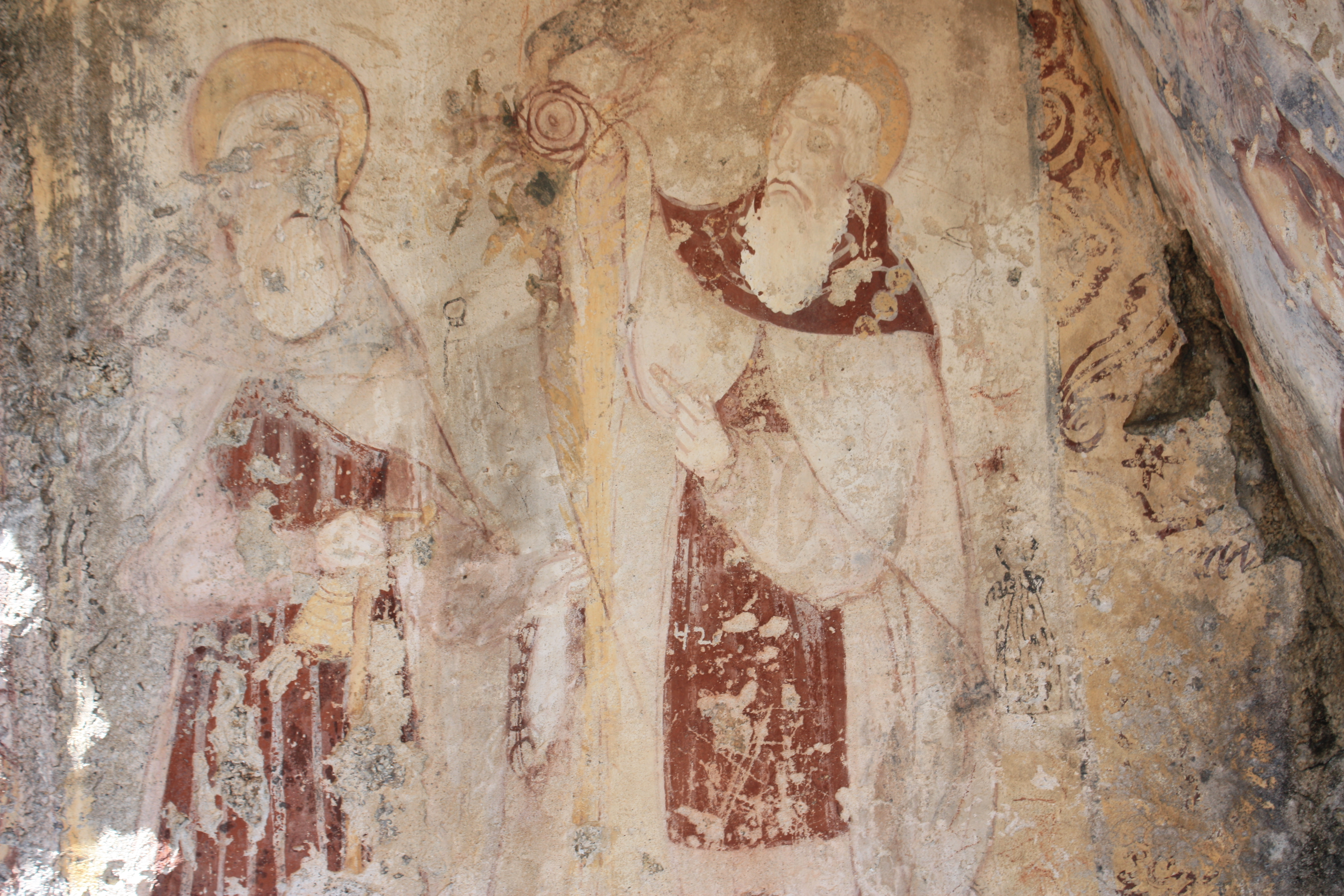